# La La Land
„Ла Ла Ленд“ (на английски: La La Land) е американски музикален романтичен филм от 2016 г. на режисьора Деймиън Шазел. Във филма участват Райън Гослинг и Ема Стоун и проследява историята на млад музикант и начинаеща актриса, които се срещат в Лос Анджелис и се влюбват.
Филмът прави дебюта си на филмовия фестивал във Венеция на 31 август 2016 г., а официалната му премиера е през декември същата година. Филмът получава много добри отзиви от критиката и публиката и успява да реализира печалби от над 68 милиона щатски долара. На наградите Златен глобус през 2017 г. поставя рекорд с общо 7 номинации, сред които за най-добър филм (мюзикъл или комедия), най-добра актриса, най-добър актьор и най-добър режисьор.

## Сюжет
Внимание:  Текстът по-долу разкрива сюжета на произведението (или части от него)!
Миа (Ема Стоун) е млада барманка, опитваща се неуспешно да пробие като актриса в Лос Анджелис. Случайно в заведение за жива музика тя се среща със Себастиан (Райън Гослинг), който е млад пианист с мечта да открие собствено заведение с джаз музика. Двамата се влюбват един в друг и започват щастлива връзка, по време на която Себастиан се среща със стар приятел – Кийт, който му предлага да свирят заедно в неговата група. Групата се оказва успешна и Себастиан започва да отсъства за дълго време от Лос Анджелис, за да участва на турнета с групата. Това довежда до разрив в отношенията му с Миа, която продължава да търпи провали като актриса. След раздялата им Себастиан разбира за нов кастинг, на който Миа е поканена. Той успява да я накара да се яви на него, въпреки че тя е взела решение да се откаже от актьорството.
Филмът продължава сюжета си 5 години след кастинга. Миа вече е успяла жена със съпруг и деца, а Себастиан е собственик на джаз заведение. Една вечер Миа и съпругът ѝ случайно попадат в това заведение, като Себастиан свири на живо на пиано. Двамата се поглеждат и познават, а филмът показва алтернативна реалност, в която двамата са все още заедно, преди да се върне отново към реалността, в която Себастиан завършва изпълнението си и двамата се сбогуват с погледи и си разменят усмивки. Макар и да не са заедно, всеки от тях успява да изпълни мечтата си.

## Актьорски състав
- Райън Гослинг – Себастиън Уайлдър
- Ема Стоун – Мия Долан
- Джон Леджънд – Кийт
- Роузмари Деуит – Лора Уайлдър
- Дж. К. Симънс – Бил
- Фин Уитрок – Грег Ърнест
- Том Еверет Скот – Дейвид
- Мегън Фей – майката на Миа
- Деймън Гъптън – Хари
- Джейсън Фукс – Карло
- Джесика Рот – Алексис
- Соноя Мизуно – Кейтлин
- Кали Ернандес – Трейси
- Джош Пенс – Джош